# Rudolphe Kreutzer
Rudolphe (Rodolphe) Kreutzer (Versailles, Frankrijk, 15 november 1766 - Genève, Zwitserland, 6 januari 1831) was een Franse componist, violist, dirigent en muziekpedagoog.

## Levensloop
Als zoon van een Duitse hofviolist kreeg hij zijn eerste muzieklessen van zijn vader. Hij was later een leerling van Anton Stamitz. Later werd hij intensief beïnvloed door Giovanni Battista Viotti (1755-1824), bij wie hij eveneens studeerde. Op 16-jarige leeftijd werd hij, op verzoek van koningin Marie Antoinette, eerste violist in het Koninklijke orkest van koning Lodewijk XVI in Versailles. In 1784 verzorgde hij een solo-optreden op de bekende Concerts Spirituels. Later was hij ook soloviolist in het orkest van het Italiaanse Theater in Parijs.
In 1798 ging hij naar Wenen, waar hij kennis maakte met Ludwig van Beethoven en zij werden spoedig vrienden. Beethoven heeft in een brief aan zijn uitgever Simrock geschreven: "Dieser Kreutzer ist ein guter, lieber Mensch, der mir bei seinem hiesigen Aufenthalte sehr viel Vergnügen gemacht, seine Anspruchslosigkeit und Natürlichkeit ist mir lieber als alles Extérieur und Intérieur der meisten Virtuosen". Beethoven heeft hem voor eeuwig beroemd gemaakt, doordat de Vioolsonate No. 9 voor piano en viool, op. 47 uit 1803, als hulde aan zijn vriend Kreutzer Sonate genoemd werd (oorspronkelijk was die opgedragen was aan de mulat-violist George Augustus Polgreen Bridgetower (1779-1860). Maar de beroemde en virtuoze violist bestempelde het werk als onspeelbaar.) Bekend is ook, dat Kreutzer een in 1727 gebouwde, originele Stradivarius-viool bespeelde, die in 1998 op een veiling in Londen werd aangeboden.
In 1793 werd hij leraar aan het Institut national de musique, de "voorloper" van het latere conservatorium.
Aan het Parijse Conservatoire national supérieur de musique werd hij 1797 professor voor viool. Samen met zijn collega’s Pierre Rode (1774-1830) en Pierre Marie François Baillot (1771-1842) publiceerde hij in 1799 de vioolmethode van het conservatorium. Ongeveer dertig jaar, tot 1827, heeft hij de functie van muziekleraar uitgeoefend. Tot zijn leerlingen behoren Lambert Joseph Massart (1811-1892), Charles-Philippe Lafont (1781-1839) en Antonio Joseph Bazzini (1818-1897).
In 1801 was hij soloviolist en lid van het orkest van consul Napoleon en in 1802 werd hij lid van het privé-orkest van keizer Napoleon.
Hij was ook dirigent van het Parijse operaorkest.
Als componist heeft hij 19 vioolconcerten en ongeveer 40 opera's geschreven. Ook is hij bekend als componist van werken voor de feesten van de Franse revolutie, meestal werken voor harmonieorkest. Vooral is hij bekend door zijn pedagogisch werk 42 études ou caprices uit 1796.
Hij is de broer van de violist en componist Jean Nicolas Auguste Kreutzer (1778-1832) en een oom van een muziekredacteur Léon Charles François Kreutzer (1817-1868).

## Composities

### Werken voor orkest
- 1783-1784: - Concert nr. 1 in G majeur voor viool en orkest, op. 1
- 1784-1785: - Concert nr. 2 in A majeur voor viool en orkest, op. 2
- 1785: - Concert nr. 3 in E majeur, voor viool en orkest, op. 3
- 1786: - Concert nr. 4 in C majeur, voor viool en orkest, op. 4
- 1787: - Concert nr. 5 in A majeur, voor viool en orkest, op. 5
- 1788: - Concert nr. 6 in e mineur, voor viool en orkest, op. 6
- 1790: - Concert nr. 7 in A majeur, voor viool en orkest, op. 7
- 1793: - Sinfonie Concertante nr. 1 in F majeur, voor 2 violen en orkest
- 1794: - Sinfonie Concertante nr. 2 in F majeur, voor 2 violen, cello en orkest
- 1795: - Concert nr. 8 in d mineur, voor viool en orkest, op. 8
- 1802: - Concert nr. 9 in e mineur, voor viool en orkest, op. 9
- 1802: - Concert nr. 10 in d mineur, voor viool en orkest, op. 10
- 1802: - Concert nr. 11 in C majeur, voor viool en orkest, op. 11
- 1802-1803: - Concert nr. 12 in A majeur, voor viool en orkest, op. 12
- 1803: - Concert nr. 13 in D majeur, voor viool en orkest, op. A
- 1803: - Sinfonie Concertante nr. 3 in E-groot, voor 2 violen en orkest
- 1803-1804: - Concert nr. 14 in E majeur, voor viool en orkest, op. B
- 1804: - Concert nr. 15 in A majeur, voor viool en orkest, op. C
- 1804: - Concert nr. 16 in e mineur over thema's van Joseph Haydn, voor viool en orkest, op. D
- 1805: - Concert nr. 17 in G majeur, voor viool en orkest, op. E
- 1805-1809: - Concert nr. 18 in e mineur, voor viool en orkest, op. F
- 1805-1810: - Concert nr. 19 in d mineur, voor viool en orkest, op. G
- Concerto nr. 1 voor hobo en kamerorkest (2 hobo’s, 2 hoorns, 2 violen, altviool en contrabas)
- Sinfonia in F-groot voor orkest

### Werken voor harmonieorkest
- 1794: - Ouverture "Journée de Marathon", voor harmonieorkest

### Muziektheater

#### Opera's
| Voltooid in    | titel | aktes                 | première                                                 | libretto                                                            |
| -------------- | --- | --------------------- | -------------------------------------------------------- | ------------------------------------------------------------------- |
| 1790           | Jeanne d'Arc à Orléans | 3 aktes               | 10 mei 1790, Parijs, Comédie-Italienne                   | Desforges, pseudoniem voor Pierre-Jean-Baptiste Choudard            |
| 1790-1791      | Paul et Virginie | 3 aktes               | 15 januari 1791, Parijs, Comédie-Italienne               | Edmond Guillaume François de Favières                               |
| 1791-1792      | Charlotte et Werther | 1 akte                | 1 februari 1792, Parijs, Comédie-Italienne               | Jean-Élie Bédéno Déjaure                                            |
| 1792           | Lodoïska ou Les Tartares | 3 aktes               | 1 augustus 1792, Parijs, Comédie-Italienne               | Jean-Élie Bédéno Déjaure                                            |
| 1792           | Le Siège de Lille | 1 akte                | 14 november 1792, Parijs, Théâtre Feydeau                | Auguste-Louis Bertin d'Antilly                                      |
| 1794           | Encore un victoire ou Les Déserteurs liégois | 1 akte                | 30 oktober 1794, Parijs, Opéra Comique                   | Auguste-Louis Bertin d'Antilly                                      |
| 1795           | Le Brigand | 3 aktes               | 25 juli 1795, Parijs, Opéra-Comique                      | François-Benoît Hoffman                                             |
| 1795           | La Journée du 10 août 1792 ou La Chute du dernier tyran | 4 aktes               | 10 augustus 1795, Opéra Garnier                          | Guillaume Saulnier en Darrieux                                      |
| 1800           | Le Petit Page ou La Prison d'état; gecomponeerd in samenwerking met Nicolas Isouard                                                                           | 1 akte                | 14 februari 1800, Parijs, Théâtre Feydeau                | René-Charles Guilbert de Pixérécourt en L.-T. Lambert               |
| 1801           | Astianax | 3 aktes               | 1801, Parijs, Opéra Garnier                              |                                                                     |
| 1801           | Flaminius à Corinthe; gecomponeerd in samenwerking met: Nicolas Isouard                                                                                       | 1 akte                | 27 februari 1801, Parijs, Opéra Garnier                  | René-Charles Guilbert de Pixérécourt en L.-T. Lambert               |
| 1808           | Jadis et aujourd'hui | 1 akte                | 29 oktober 1808, Parijs, Opéra-Comique                   | Sewrin, pseudoniem voor: Charles-Augustin de Bassompierre           |
| 1808           | Aristippe | 2 aktes               | 1808, Parijs, Opéra-Comique                              |                                                                     |
| 1810 rev. 1823 | Abel; rev. als: La Mort d'Abel, | 3 aktes; rev. 2 aktes | 23 maart 1810, Parijs, Opéra Garnier; rev. 17 maart 1823 | François-Benoît Hoffman                                             |
| 1811           | Le Triomphe du mois de mars | 1 akte                | 27 maart 1811, Parijs, Opéra Garnier                     | Emmanuel Dupaty                                                     |
| 1811-1812      | L'Homme sans façon ou Les Contrariétés | 3 aktes               | 7 januari 1812, Parijs, Opéra-Comique                    | Sewrin, pseudoniem voor: Charles-Augustin de Bassompierre           |
| 1814           | L'Oriflamme; gecomponeerd in samenwerking met: Henri Montan Berton, Étienne Nicolas Méhul en Ferdinando Paër                                                  | 1 akte                | 1 februari 1814, Parijs, Opéra Garnier                   | Charles Guillaume Étienne en Pierre-Marie François Baour-Lormian    |
| 1821           | Blanche de Provence ou La Cour des fées; gecomponeerd in samenwerking met: Henri Montan Berton, François Adrien Boieldieu, Luigi Cherubini en Ferdinando Paër | 1 akte                | 1 mei 1821, Parijs, Opéra Garnier                        | Marie-Emmanuel-Guillaume-Marguerite Théaulon de Lambert en de Rancé |

#### Balletten
| Voltooid in | titel                                                                                             | aktes   | première                              | libretto              | choreografie |
| ----------- | ------------------------------------------------------------------------------------------------- | ------- | ------------------------------------- | --------------------- | ------------ |
| 1806        | Paul et Virginie                                                                                  |         | 12 juni 1806, Hof théatre Saint-Cloud | Pierre Gabriel Gardel |              |
| 1808        | Les Amours d'Antoine et Cléopâtre                                                                 |         | 8 maart 1808, Parijs, Opéra Garnier   | Jean-Louise Aumer     |              |
| 1816        | Carnaval de Venise, ou la Constance à l'Epreuve; in samenwerking met Louis-Luc Loiseau de Persuis | 2 aktes | 1816 Paris, Opéra Garnier             |                       |              |
| 1820        | Clari ou La Promesse de mariage                                                                   |         | 19 juni 1820, Parijs, Opéra Garnier   | Louis Milon           |              |

### Kamermuziek
- 1790-1799: - 3 Sonates, voor viool en basso continuo, op. 1
- 1790-1799: - 3 Sonates, voor viool en basso continuo, op. B
- 1790: - Trios d'Airs Variés voor hobo, altviool en fagot
- 1799: - Grande Sonate voor piano en viool
- 1803: - Trio voor hobo, altviool en fagot
- 1806: - 3me Quintetto en pot-pourri voor hobo, 2 violen, altviool en cello
- Grand Quintet in C-groot voor hobo en strijkkwartet
  1. Allegro moderato - Andantino - Allegro moderato
  2. Adagio
  3. Presto non troppo
- Six duo dialogues voor viool en altviool, op. 2
- Trio voor fluit, altviool en gitaar, op.16

### Pedagogische werken
- 1796: - 42 Etudes ou Caprices voor viool, op. 20
- 1815: - 19 Etudes ou Caprices voor viool
- Douce etudes voor viool